# NXT Women's Tag Team Championship
L'NXT Women's Tag Team Championship è stato un titolo di wrestling per la categoria di coppia femminile di proprietà della WWE ed esclusivo del roster di NXT attivo dal 2021 al 2023.

## Storia
Il 14 febbraio 2021, a NXT TakeOver: Vengeance Day, Dakota Kai e Raquel Gonzalez sconfissero Ember Moon e Shotzi Blackheart nella finale del torneo Dusty Rhodes Tag Team Classic femminile. Le vincitrici ottennero un'opportunità titolata al Women's Tag Team Championship di Nia Jax e Shayna Baszler, ma quando i due team si affrontarono nella puntata di NXT del 3 marzo 2021 l'incontro venne vinto dalla coppia Baszler-Jax dopo una controversia arbitrale. Per questo motivo, il general manager di NXT William Regal sancì che Kai e Gonzalez avrebbero dovuto avere delle cinture da difendere contro l'intero roster femminile di NXT, e per questo motivo nella puntata del 10 marzo 2021 le due vennero premiate con l'NXT Women's Tag Team Championship, ma la sera stessa le due persero le cinture contro Ember Moon e Shotzi Blackheart. Le cinture, di conseguenza, risultarono essere il corrispettivo femminile del Women's Tag Team Championship per il roster di NXT, anche se le cinture menzionate poc'anzi potevano essere difese in tutti i roster (incluso NXT).
L'8 maggio 2023, per effetto del Draft, le campionesse Alba Fyre e Isla Dawn vennero promosse al roster di SmackDown, e nella puntata del 23 giugno vennero sconfitte da Ronda Rousey e Shayna Baszler, detentrici del Women's Tag Team Championship, con le cinture che vennero unificate.

### Cintura
La cintura era di cuoio bianco e aveva una placca centrale a forma di esagono in oro con all'interno un quadrato d'argento con al centro il logo di NXT in verticale (con la "X" in evidenza e il logo della WWE nel centro di tale "X"), sopra di esso la scritta "Women's Tag Team" e in basso la scritta "Champions". Ad entrambi i lati, inoltre, era presente una placca pentagonale personalizzabile per le detentrici delle cinture.

## Albo d'oro
| #  | Team                                    | Regni | Data            | Giorni | Località                     | Evento                      | Note | Fonti  |
| -- | --------------------------------------- | ----- | --------------- | ------ | ---------------------------- | --------------------------- | --- | ------ |
| 1  | Dakota Kai e Raquel Gonzalez            | 1     | 10 marzo 2021   | <1     | Orlando, Florida             | NXT                         | Kai e Gonzalez ricevettero le cinture dal general manager William Regal dopo il controverso finale della settimana prima nel match per il WWE Women's Tag Team Championship contro le campionesse Nia Jax e Shayna Baszler.  | [ 5 ]  |
| 2  | Ember Moon e Shotzi Blackheart          | 1     | 10 marzo 2021   | 55     | Orlando, Florida             | NXT                         | | [ 6 ]  |
| 3  | The Way (Candice LeRae e Indi Hartwell) | 1     | 4 maggio 2021   | 63     | Orlando, Florida             | NXT                         | In uno street fight match. | [ 7 ]  |
| 4  | Io Shirai e Zoey Stark                  | 1     | 6 luglio 2021   | 112    | Orlando, Florida             | NXT The Great American Bash | | [ 8 ]  |
| 5  | Gigi Dolin e Jacy Jayne                 | 1     | 26 ottobre 2021 | 158    | Orlando, Florida             | NXT Halloween Havoc         | In uno scareway to hell triple threat tag team ladder match che comprendeva anche Indi Hartwell e Persia Pirotta. | [ 9 ]  |
| 6  | Dakota Kai e Raquel Gonzalez            | 2     | 2 aprile 2022   | 3      | Dallas, Texas                | NXT Stand & Deliver         | | [ 10 ] |
| 7  | Gigi Dolin e Jacy Jayne                 | 2     | 5 aprile 2022   | 91     | Orlando, Florida             | NXT 2.0                     | | [ 11 ] |
| 8  | Cora Jade e Roxanne Perez               | 1     | 5 luglio 2022   | 21     | Orlando, Florida             | NXT The Great American Bash | | [ 12 ] |
| —  | Vacante                                 | —     | 26 luglio 2022  | —      | Orlando, Florida             | NXT 2.0                     | Jade gettò la sua cintura nella spazzatura nella puntata di NXT 2.0 del 19 luglio 2022, una settimana dopo aver attaccato la compagna Perez. Il 26 luglio, Perez riconsegnò anche la sua cintura, rendendo vacanti i titoli. | [ 13 ] |
| 9  | Katana Chance e Kayden Carter           | 1     | 2 agosto 2022   | 186    | Orlando, Florida             | NXT 2.0                     | Chance e Carter sconfissero Gigi Dolin e Jacy Jayne, Ivy Nile e Tatum Paxley e Valentina Feroz e Yulisa León in un fatal 4-way elimination match per la riassegnazione dei titoli.                                           | [ 14 ] |
| 10 | Fallon Henley e Kiana James             | 1     | 4 febbraio 2023 | 56     | Charlotte, Carolina del Nord | NXT Vengeance Day           | | [ 15 ] |
| 11 | Alba Fyre e Isla Dawn                   | 1     | 1º aprile 2023  | 83     | Los Angeles, California      | NXT Stand & Deliver         | | [ 16 ] |
| —  | Unificato                               | —     | 23 giugno 2023  | —      | Lafayette, Louisiana         | SmackDown                   | Il titolo venne unificato con il WWE Women's Tag Team Championship dopo la vittoria di Ronda Rousey e Shayna Baszler, con l'NXT Women's Tag Team Championship che venne ritirato.                                            | [ 4 ]  |